# Deportivo Independiente Medellín Femenino Formas Íntimas
Maillots
Le Deportivo Independiente Medellín Femenino Formas Íntimas est un club colombien de football féminin basé à Medellín issu d'une collaboration du Club Deportivo Formas Íntimas avec Independiente Medellín et connu sous le nom Medellín Formas Íntimas.
Il est finaliste de la Copa Libertadores féminine en 2013.

## Histoire

### CD Formas Íntimas

ancien logo de Formas Intimas

Le club est fondé en 2002, par la société textile Formas Íntimas. Lorsque est créée la Copa Libertadores féminine en 2009, le club représente la Colombie, et termine à la troisième place.
Depuis cette première édition de Copa Libertadores, Formas Íntimas représentera le pays chaque année sans briller, jusqu'en 2013 où le club atteindra la finale, puis en 2014 la quatrième place. En 2015, le club ne passe pas la phase de poule, puis à partir de 2016 ne sera plus présent au niveau continental après avoir représenté la Colombie sept années consécutivement.
En 2017, le club entame un partenariat avec Envigado et joue sous le nom Envigado Formas-Íntimas dans la nouvelle ligue professionnelle de Colombie.

### Deportivo Independiente Medellín Formas-Íntimas
En 2019, une autre alliance est conclue avec Independiente Medellín, le club se présente dès lors avec le nom Deportivo Independiente Medellín Formas-Íntimas.
Pour sa première saison sous son nouveau nom, le club est finaliste du championnat de Colombie, en 2020 il est éliminé en demi-finale.

## Palmarès

### Formas Íntimas
- Copa Libertadores féminine
  - Finaliste : 2013

### Independiente Medellín Formas-Íntimas
- championnat de Colombie
  - Vice-champion : 2019